# Воробьёв, Дмитрий Владимирович (актёр)
Дми́трий Влади́мирович Воробьёв (род. 9 января 1965, Ленинград) — российский актёр театра и кино, продолжатель петербургской театральной династии. Заслуженный артист Российской Федерации (2019).

## Биография
Родился 9 января 1965 года в Ленинграде в семье режиссёра, актёра, сценариста и педагога Владимира Воробьёва.
В молодости работал на мебельной фабрике.
В 1991 году окончил Ленинградский государственный институт театра, музыки и кинематографии по специальности «Актёр драматического театра и кино» (курс Игоря Горбачёва).
Работал актёром в труппах Александринского театра, театра «Балтийский дом» и Театра сатиры на Васильевском.
В 2014 году перешёл в труппу Большого драматического театра имени Г. А. Товстоногова.

### Семья
- Брат — Константин Воробьёв, актёр театра и кино
- Первая жена — Ирина Полянская, актриса

- Сын — Арсений Воробьёв, артист театра и кино

- Жена — Виктория Воробьёва (Сушко), актриса, старший преподаватель РГИСИ, художественный руководитель и педагог  Школа-Студия - Театр "Перевоплощение"  https://vk.com/art.impersonation

- Сын — Данила Воробьёв

## Роли в театре
Александринский театр (1991—1999 годы)
- «Мой бедный Марат» А. Арбузова (реж. А. Праудин) — Леонидик
- «Картины московской жизни» А. Островского (реж. В. Голуб) — Миша Бальзаминов
- «Мсье Жорж, или Русская драма» по М. Лермонтову (реж. А. Праудин) —Печорин
- «Горе от ума» А. Грибоедова (реж. А. Праудин) — Скалозуб

Балтийский дом (1999—2007 годы)
- «Без вины виноватые» А. Островского (реж. В. Туманов) — Гриша Незнамов
- «Фрёкен Жюли» А. Стринберга — Жан
- «Сирано де Бержерак» Э. Ростана (реж. В. Тыкке) — Сирано
- «Три товарища» Э.-М. Ремарка — Роберт
- «Школа для дураков» С. Соколова (реж. Андрей Могучий)

Театр на Васильевском (2007—2014 годы)
- 2007 — «Саранча» Б. Србляновича
- 2008 — «Игра в ящик» Р. Шиммельпфеннига — Франк
- 2008 — «Даниэль Штайн, переводчик» Л. Улицкой (реж. Анджей Бубеня) — Даниэль Штайн
- "«Водевили» (реж. Анджей Бубеня) — Смирнов
- «Курс лечения» Я. Глэмбского — Марек
- «Салемские колдуньи» А. Миллера (реж. Анджей Бубеня) — Джон Проктор

Театр «Приют комедианта»
- 2004 — «Двое на качелях» У. Гибсона — Джерри
- 2006 — «Кто боится Вирджинии Вульф?» Э. Олби — Джордж

Большой драматический театра имени Г. А. Товстоногова (2014 год — н. в.)
- 2014 — «Из жизни марионеток» И. Бергмана (реж. Анджей Бубеня) — Петер Эгерман
- 2014 — «Томление» У. Бойда — Лосев Сергей Сергеевич
- «Дама с собачкой» по А. Чехову — Г-н Смирнов
- 2015 — «Пьяные» И. Вырыпаева — Густав
- 2015 — «Война и мир Толстого» по мотивам романа Л. Толстого «Война и мир» — Граф Ростов
- 2016 — «Гроза» А. Н. Островского — Савел Прокофьевич Дикой
- 2016 — «Губернатор» по Л. Андрееву — Губернатор
- 2017 — «Три Толстяка. Эпизод 1. Восстание» сценическая версия театра по мотивам произведения Юрия Олеши (реж. Андрей Могучий) — Дядюшка Аугусто
- 2018 — «Три Толстяка. Эпизод 2. Железное сердце» сценическая версия театра по мотивам произведения Юрия Олеши (реж. Андрей Могучий) — Дядюшка Аугусто
- 2018 — «Слава» В. Гусева. (реж. Константин Богомолов) — Медведев Владимир Николаевич
- 2019 — «Волнение» И. Вырыпаева (реж. Иван Вырыпаев) — Стив Ракун

### Фильмография
- 1990 — Когда святые маршируют — Борис Вешнин, джазовый трубач / его сын Борис.
- 1994 — Посвящение в любовь (фильм-спектакль) — жених
- 2000 — Школа для дураков (фильм-спектакль)
- 2000—2004 — «Вовочка» — наркоман
- 2001 — «Начальник каруселей»
- 2004 — Улицы разбитых фонарей-6 — Андрей Николаевич, психотерапевт
- 2006 — Убойная сила-6 — Кожемякин
- 2006 — Опера. Хроники убойного отдела-2 — Владимир Иванович Скоробский
- 2007 — Бандитский Петербург — 10 — бомж
- 2009 — Город счастья — Роман Юрьевич Берковский
- 2009 — Прянички — Константин Анатольевич Обручев
- 2009 — Тайны следствия-9 — Кунцев
- 2010 — Сонька. Продолжение легенды — Лукаш, извозчик
- 2010 — Дорожный патруль 4 — Тотосов
- 2010 — Ментовские войны-5 — Илья Владимирович Макаров, сотрудник ФСБ
- 2011 — Улицы разбитых фонарей-11 — Макеев, отец Светланы
- 2011 — Маяковский. Два дня
- 2011 — Отрыв — врач
- 2011 — Я ему верю — Фадеич, эксперт-криминалист
- 2010—2012 — Версия — Эдуард Брылин, следователь прокуратуры
- 2012 — Принцип Хабарова — Константин Дмитриевич Винокуров, бизнесмен
- 2012 — Отдельное поручение — Олег Валентинович, врач
- 2012 — Агент особого назначения-3 — генерал Николай Михайлович Никандров-Петровский
- 2013 — Гюльчатай. Ради любви — Сергей Михайлович, бригадир отряда МЧС
- 2013 — Дознаватель-2 — Ворожаев, бизнесмен
- 2013 — Шеф-2 — Иртыгин
- 2013 — Морские дьяволы. Смерч-2 — Сергеев
- 2014 — Белая-белая ночь — Витя
- 2014 — Гончие-6 — Роновский, генерал-майор
- 2014 — Лучшие враги (16-я серия «Защита») — Илья Ефимович, профессор, кардиохирург
- 2014 — Новогоднее счастье — Стас
- 2014 — Профессионал — Журавлёв, генерал ФСБ
- 2014 — Седьмая руна — Ивашко
- 2015 — Белая стрела. Возмездие — Дугарев
- 2015 — Гастролёры — Гена
- 2015 — Контрибуция — подпоручик
- 2015 — Такая работа — Гречихин
- 2015 — Ленинград 46 — Александр Юрьевич Перепёлкин, ректор
- 2016 — Следователь Тихонов — Кузнецов («Кузя»)
- 2016 — Завтра утром — Иван Фёдорович, директор лагеря «Ракета»
- 2016 — Шаман. Новая угроза — Александр Загородский, адвокат
- 2017 — Троцкий — Георгий Плеханов
- 2017 — Обратный отсчёт — полковник Николай Михайлович Васильев, начальник отдела
- 2017 — Спасатель — Иван Петрович Гаврилов
- 2017 — Что и требовалось доказать — майор полиции Сергей Сергеевич Андреев, начальник оперативно-розыскного отдела
- 2017 — Мост — Вадим Сергеевич, хирург
- 2018 — Мельник — Виктор Иванович Пригожин, следователь
- 2018 — Мажор-3 — Андрей Анатольевич, врач Виктории
- 2019 — Подкидыш — врач в Новгородской больнице
- 2023 — Цербер — Андрей Поликарпович
- 2024 — Калимба — Сергей Аркадьевич

## Награды и премии
- 2005 — лауреат премии «Золотой софит» в номинации «Лучший актёрский ансамбль» за роль Джерри в спектакле «Двое на качелях», театр «Приют комедианта»[источник не указан 1897 дней]
- 2009 — лауреат премии «Золотой софит» в номинации «Лучший актёрский ансамбль» за роль Даниэля Штайна в спектакле «Даниэль Штайн, переводчик» в Государственном драматическом Театре на Васильевском[источник не указан 1897 дней]
- 2010 — лауреат премии Правительства РФ в области культуры за роль Даниэля Штайна в спектакле «Даниэль Штайн, переводчик»[источник не указан 1897 дней]
- 2013 — лауреат российской национальной актёрской премии имени Андрея Миронова «Фигаро» в номинации «Лучшие из лучших» — за исполнение ролей на драматической сцене[1]
- 2015 — лауреат премии «Золотой софит» в номинации «Лучшая мужская роль» за роль Петера Эгермана в спектакле «Из жизни марионеток» в БДТ имени Г. А. Товстоногова[источник не указан 1897 дней]
- 2016 — лауреат Специальной премии жюри Российской Национальной театральной Премии и Фестиваля «Золотая Маска» в составе актёрского ансамбля спектакля «Пьяные»[источник не указан 1897 дней]
- 2019 — Заслуженный артист Российской Федерации (17 июля 2019 года) — за большой вклад в развитие отечественной культуры и искусства, многолетнюю плодотворную деятельность[3]